# Amrumtief

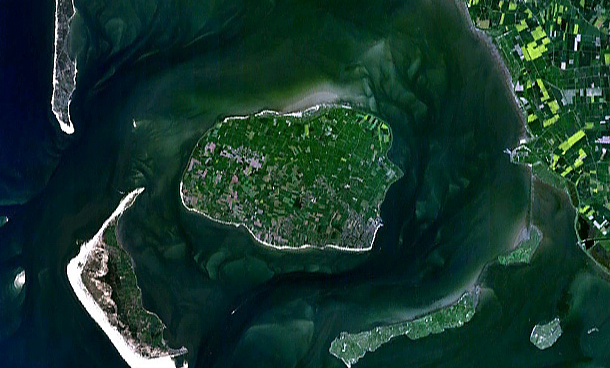
Amrumtief zwischen Amrum und Föhr

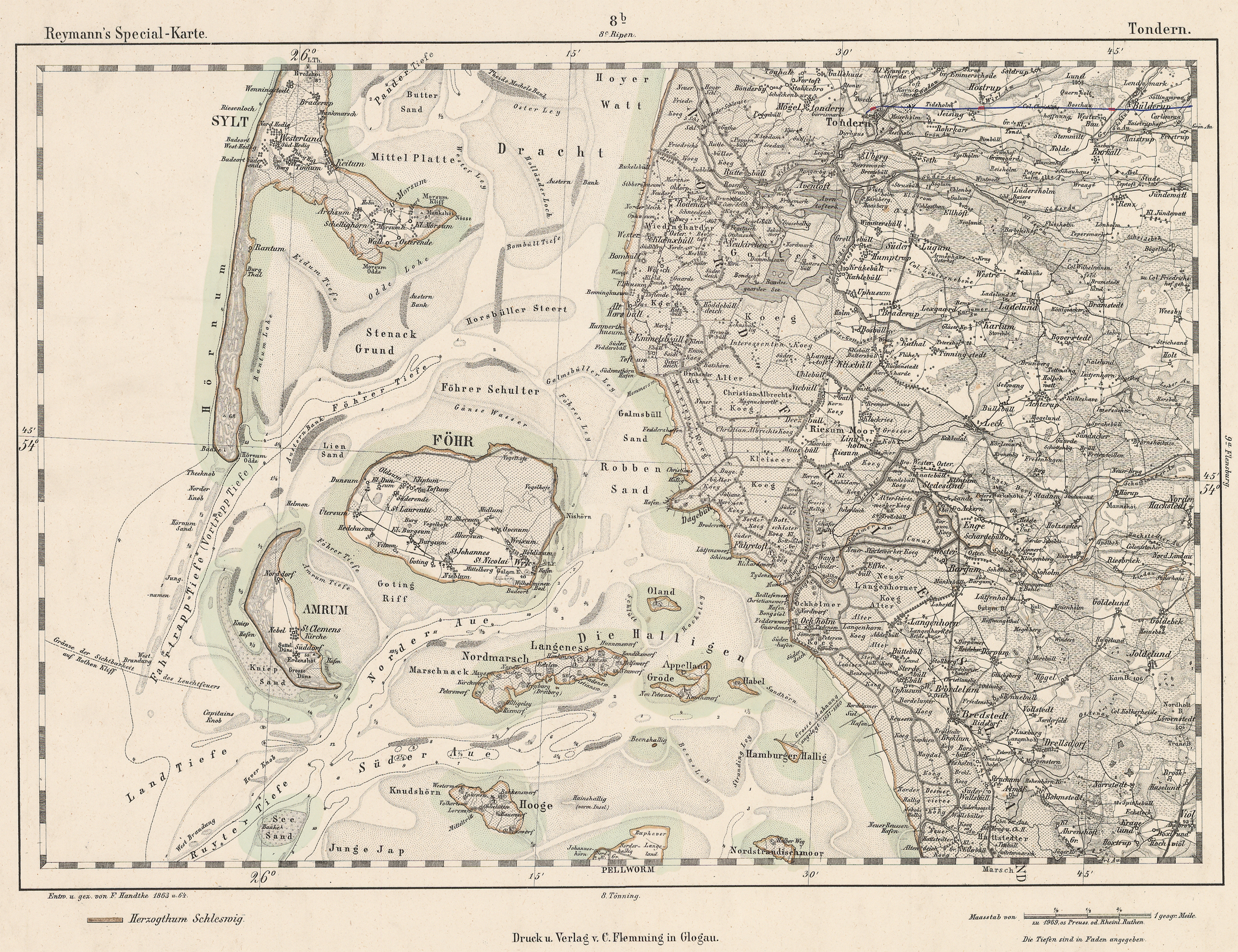
Amrumtief (als Amrum Tiefe und Föhr Tiefe) auf einem Kartenblatt von 1864

Das Amrumtief (nordfriesisch: Oomram Jip (Öömrang) oder Öömring Jip (Fering), dänisch: Amrum Dyb) ist ein Wattstrom im Wattenmeer der Nordsee. Das Fahrwasser verläuft zwischen den Inseln Amrum und Föhr und mündet in die Norderaue. Die zwischen den beiden Inseln gelegene Wattfläche ist relativ höhenstabil. Das Amrumtief mäandriert leicht in seinem Verlauf und seine Lage hat sich rund 100 Meter in 50 Jahren (ca. 2 Meter pro Jahr) westwärts in Richtung Amrum verschoben. Gleichzeitig vertiefte sich die Sohle in dieser Zeit um etwa 1–2 Meter.